# Pseudexocentrus subinermicollis
Pseudexocentrus subinermicollis là một loài bọ cánh cứng trong họ Cerambycidae.